# Águilas Doradas Rionegro
Águilas Doradas Rionegro, anteriormente Águilas Doradas e Itagüí, é um clube colombiano de futebol originalmente da cidade de Itagüí, mas atualmente encontra-se sediado em Rionegro.
Fundado em 16 de julho de 2008, após a aquisição da franquia do clube Bajo Cauca. Antes da fundação desse clube, a franquia esportiva mudou várias vezes seu nome: o primeiro nome foi Deportivo Industrial Itagüí, em 1994 mudou para Deportivo Antioquia e em 1996 para Itagüí Fútbol Club. Em 2004 para Bajo Cauca e também de cidade, representando Caucasia. Em 2008, a franquia retorna a Itagüí, foi adquirida pelo ex-jogador de futebol José Fernando Salazar, que fundou o clube com o nome de Corporación Deportiva Itagüí Ditaires.
A partir do 2011 disputa a Primeira Divisão do Campeonato Colombiano.

## Mudança de sede
Em maio de 2014 o clube foi expulso da sua sede original em Itagüí após desentendimentos entre o presidente do clube e o prefeito da cidade. A principal causa foram as constantes reclamações públicas por parte do presidente José Fernando Salazar contra o escasso apoio econômico recebido, culminando com a decisão do prefeito de Itagüí, Carlos Andrés Trujillo, de expulsar o clube.
Com isso deixou de chamar-se "Itagüí" e passou a ser conhecido por seu apelido de "Águilas Doradas". Despejado da sua sede, o clube passou a negociar com outras cidades até firmar um acordo com a prefeitura de Pereira até o final de 2014 para jogar suas partidas no Campeonato Colombiano e na Copa Sul-Americana.

Antigo escudo

Em março de 2015 o clube se mudou para Rionegro, e em janeiro de 2016 alterou seu nome de "Águilas Doradas" para "Rionegro Águilas", mudando também suas cores oficiais de dourado para vermelho.